# Borj Gourbata

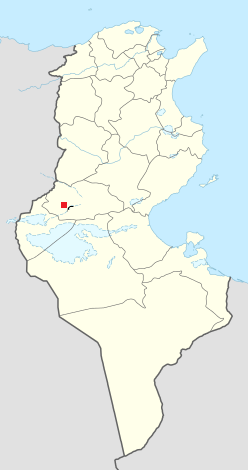
Mapa de Borj Gourbata en Túnez.

Borj Gourbata fue una antigua ciudad romana y bereber en Qafşah, Túnez. Se encuentra a 135 metros por encima del nivel del mar. La ciudad está en la región del Sahel de Túnez, pero en la unión de los uadis Oued ech Cheria y Oued el Jemel, lo que la convierte en un importante oasis en el desierto del Sahara. Está situada entre la ciudad de Gafsa y el lago Chott el Jerid.

## Historia
En la época romana, la ciudad estaba en las Limes Tripolitanus en la provincia romana de África y más tarde en Bizacena. La ciudad era conocida como Castellum Thigensium o simplemente Thiges. Como sugiere el nombre, fue una fortificación, y probablemente fue el primer fuerte en el limes se construyó en el año 75.
La ciudad aparece en la Tabula Peutingeriana y también fue la sede de un obispado cristiano, que sobrevive hoy como sede titular de la Iglesia católica.
En la Edad Media, la ciudad se conocía como Tgiws.
Unas ruinas en el sitio fueron excavadas por arqueólogos franceses en el siglo XIX
La ciudad fue tomada durante la conquista musulmana del Magreb en el 647, aunque las poblaciones romanas y bereberes siguieron siendo mayoritarias hasta el siglo IX, cuando hubo revueltas en la zona.